# Joseph Ebers
Joseph Ebers (* 1845 in Hildesheim; † 14. Juli 1923 in Breslau, Provinz Niederschlesien) war ein deutscher Architekt des Historismus und von 1883 bis 1921 Diözesanbaumeister der Diözese Breslau.

## Leben
Ebers studierte von 1864 bis 1869 am Polytechnikum Hannover, sein wichtigster Lehrer dort war Conrad Wilhelm Hase. 1878 legte er die Baumeisterprüfung ab. Von etwa 1880 bis 1883 wirkte er als Regierungsbaumeister in Salzwedel. Ab 1883 war er für fast 40 Jahre Diözesanbaumeister in Breslau.
In seine Wirkungszeit fiel der Neubau zahlreicher Kirchen als Folge von Industrialisierung und Bevölkerungswachstum. Ebers entwarf vorwiegend neugotische Backsteinbauten im Stil der Hannoverschen Schule.
Seit 1890 war er Ehrenmitglied der katholischen Studentenverbindung KDStV Winfridia Breslau im CV.
Ein Sohn von Joseph Ebers war der Staats- und Völkerrechtler Godehard Josef Ebers (1880–1958), seit 1919 Professor an der Universität zu Köln und 1932/1933 ihr Rektor.

## Werke (Auswahl)
- 1882: Jahngymnasium, Salzwedel

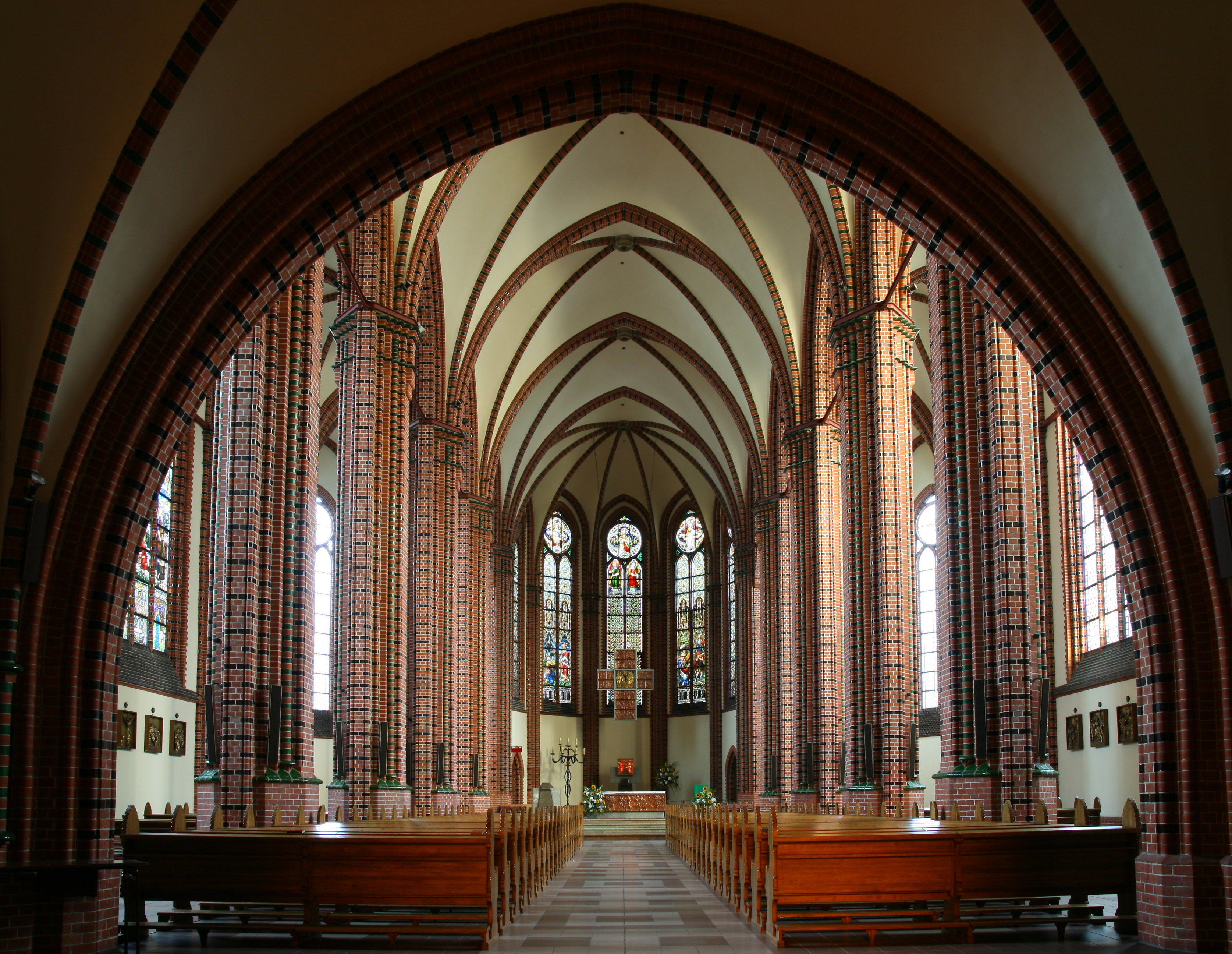
Inneres der St.-Peter-und-Pauls-Kirche in Katowice

- 1883–1885: katholische Herz-Jesu-Kirche, Breslau
- 1885–1890: katholische Pfarrkirche St. Nikolaus, Neurode
- 1889–1892: katholische Pfarrkirche St. Maria Magdalena, Königshütte
- 1889–1893: katholische Pfarrkirche St. Heinrich, Breslau
- 1891–1893: katholische St.-Josefs-Kirche, Bernstadt
- 1894–1895: Priesterseminar Georgianum, Breslau
- 1894–1895: Katholische St.-Hedwigs-Kirche, Juliusburg
- 1893–1896: katholische Kirche St. Elisabeth mit Kloster und Krankenhaus der Elisabeth-Schwestern, Breslau
- 1896: Diözesanarchiv und -museum Breslau
- 1895–1897: Franziskaner-Kloster, Karlowitz
- 1896–1898: Ursulinen-Gymnasium, Karlowitz
- 1897–1898: katholische Pfarrkirche St. Bonifatius, Breslau
- 1898–1900: Jakobuskathedrale, Görlitz
- 1898–1902: katholische Pfarrkirche St. Peter und Paul, Kattowitz
- 1904: katholische Herz-Jesu-Kirche, Bad Reinerz
- 1919: katholische Mutter-Gottes-Kirche, Breslau